# Eisschnelllauf-Einzelstreckenweltmeisterschaften 2021
Die 21. Eisschnelllauf-Einzelstreckenweltmeisterschaften wurden vom 11. bis zum 14. Februar 2021 im Eisstadion Thialf im niederländischen Heerenveen ausgetragen.
Im Rahmen der Weltmeisterschaften wurden insgesamt 14 Weltmeistertitel vergeben, 12 davon in Einzelrennen und 2 in Mannschaftswettkämpfen.
Die russischen Athleten nahmen aufgrund früherer Doping-Skandale an den Weltmeisterschaften unter neutraler Flagge als Athleten der RSU, der Russian Skating Union, teil.

## Bilanz

### Medaillenspiegel
| Platz  | Land               | Gold | Silber | Bronze | Gesamt |
| ------ | ------------------ | ---- | ------ | ------ | ------ |
| 1      | Niederlande        | 7    | 6      | 5      | 18     |
| 2      | Vereinigte Staaten | 2    | 1      | –      | 3      |
| 3      | Schweden           | 2    | –      | –      | 2      |
| 4      | RSU                | 1    | 3      | 7      | 11     |
| 5      | Kanada             | 1    | 3      | 1      | 5      |
| 5      | Norwegen           | 1    | –      | –      | 1      |
| 6      | Tschechien         | –    | 1      | –      | 1      |
| 7      | Belgien            | –    | –      | 1      | 1      |
| Gesamt | Gesamt             | 14   | 14     | 14     | 42     |

### Medaillengewinner
Zeigt die drei Medaillengewinner der einzelnen Distanzen.

#### Frauen
| Distanz        | Gold                                                    | Silber                                                  | Bronze                                                      |
| -------------- | ------------------------------------------------------- | ------------------------------------------------------- | ----------------------------------------------------------- |
| 500 Meter      | RSU Angelina Golikowa                                   | Femke Kok                                               | RSU Olga Fatkulina                                          |
| 1000 Meter     | Brittany Bowe                                           | Jutta Leerdam                                           | RSU Jelisaweta Golubewa                                     |
| 1500 Meter     | Ragne Wiklund                                           | Brittany Bowe                                           | RSU Jewgenija Lalenkowa                                     |
| 3000 Meter     | Antoinette de Jong                                      | Martina Sáblíková                                       | Irene Schouten                                              |
| 5000 Meter     | Irene Schouten                                          | RSU Natalja Woronina                                    | Carlijn Achtereekte                                         |
| Massenstart    | Marijke Groenewoud                                      | Ivanie Blondin                                          | Irene Schouten                                              |
| Teamverfolgung | NiederlandeAntoinette de Jong Irene Schouten Ireen Wüst | KanadaIvanie Blondin Valérie Maltais Isabelle Weidemann | RSUJelisaweta Golubewa Jewgenija Lalenkowa Natalja Woronina |

#### Männer
| Distanz        | Gold                                                 | Silber                                           | Bronze                                              |
| -------------- | ---------------------------------------------------- | ------------------------------------------------ | --------------------------------------------------- |
| 500 Meter      | Laurent Dubreuil                                     | RSU Pawel Kulischnikow                           | Dai Dai Ntab                                        |
| 1000 Meter     | Kai Verbij                                           | RSU Pawel Kulischnikow                           | Laurent Dubreuil                                    |
| 1500 Meter     | Thomas Krol                                          | Kjeld Nuis                                       | Patrick Roest                                       |
| 5000 Meter     | Nils van der Poel                                    | Patrick Roest                                    | RSU Sergei Trofimow                                 |
| 10.000 Meter   | Nils van der Poel                                    | Jorrit Bergsma                                   | RSU Alexander Rumjanzew                             |
| Massenstart    | Joey Mantia                                          | Arjan Stroetinga                                 | Bart Swings                                         |
| Teamverfolgung | NiederlandeMarcel Bosker Patrick Roest Beau Snellink | KanadaJordan Belchos Ted-Jan Bloemen Connor Howe | RSUDanila Semerikow Sergei Trofimow Ruslan Sacharow |